# Banjarpanepen
Banjarpanepen is een bestuurslaag in het regentschap Banyumas van de provincie Midden-Java, Indonesië. Banjarpanepen telt 4308 inwoners (volkstelling 2010).